# 舒利根塔什自然保护区
舒利根塔什自然保护区是俄罗斯的一个严格自然保护区，坐落于南乌拉尔山脉西部山麓。其地形包括重林和喀斯特地貌，该遗址包含一些最古老的人类居住洞穴，如卡波瓦洞穴。这个保护区位于巴什科尔托斯坦共和国的布爾江斯基區，位於旧苏布汉古洛沃区镇东南方向约40千米。在2012年，该保护区被歸到联合国教科文组织巴什基尔乌拉尔生物圈保护区，特别用於保护巴什基爾人自古以來养殖的蜜蜂。

## 地貌
舒利根塔什自然保护区的地形包括低洼的山麓（100到300米的山脊，由河流与河谷分开），其高度范围在240至700米，并覆盖了超过90%的针叶树落叶林，剩余部分是草原。巴什噶尔国家公园位于其西部与南部，此外，舒利根塔什还包括了一个昆虫保护区，努古什河和別拉亞河流过这个保护区。
保护区最着名的石灰岩洞穴是以洞穴探险闻名的舒利根塔什卡波瓦洞穴，有着超过3千米的洞穴壁画，超过200幅公元前14~17世纪的洞穴壁画，以及对当地巴什基尔人很重要的人类遗址。这些画包含了猛犸、马匹、几何形状、复杂人物以及拟人图像。洞穴的内部有舒利根地下河流經。

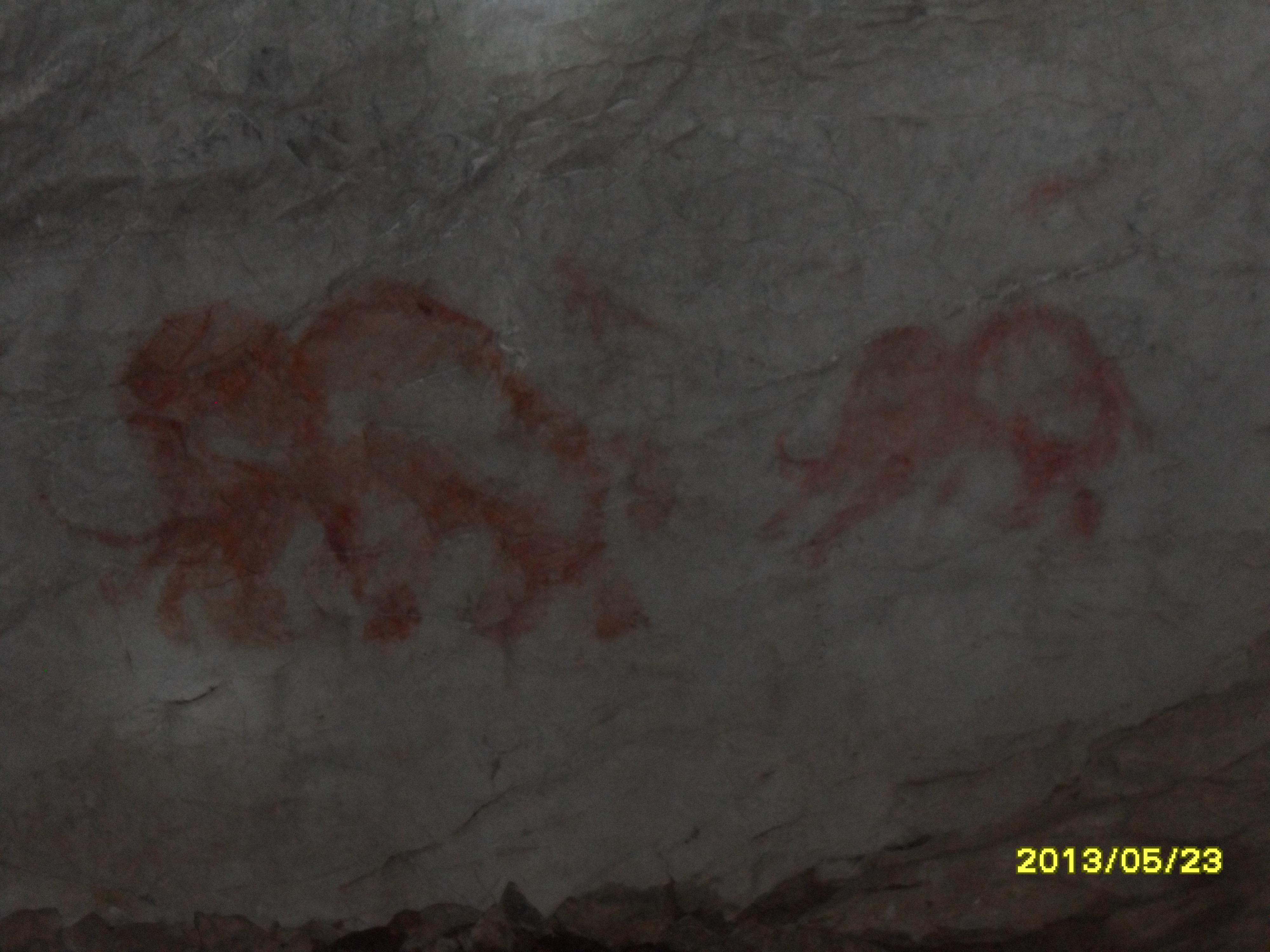
卡波瓦洞穴的猛犸象岩畫

## 气候与生态
舒利根塔什坐落于东欧森林草原生态区，这是北部阔叶林与南部草原之间的过渡区。这片生态区的特点是森林、草原和河流湿地融合在了一起。
舒利根塔什属于温带大陆性湿润气候，即柯本气候分类法的副极地气候。这种气候的特点是每天昼夜以及各个季节温差大，夏季温和，冬季寒冷且多雪。一月份的平均气温是−16 °C，六月和七月的平均气温是16 °C。

## 动植物
舒利根塔什位于落叶林（林登、橡树、榆树和枫树）和针叶林（主要是松树）的交汇区。科学家在保护区记录了877种维管植物、184种苔藓、233种地衣、117种蘑菇以及202种藻类和蓝藻。在维管植物中，约10％是地方特有物种，包括10种云杉及菩提树。
保护区的动物是欧洲森林山林交汇区的典型动物（如老鼠）以及西伯利亚森林的典型动物（如野兔）。常见的大型哺乳动物有麋鹿、熊、狐狸和貂等。共有60多种哺乳动物记录在案。

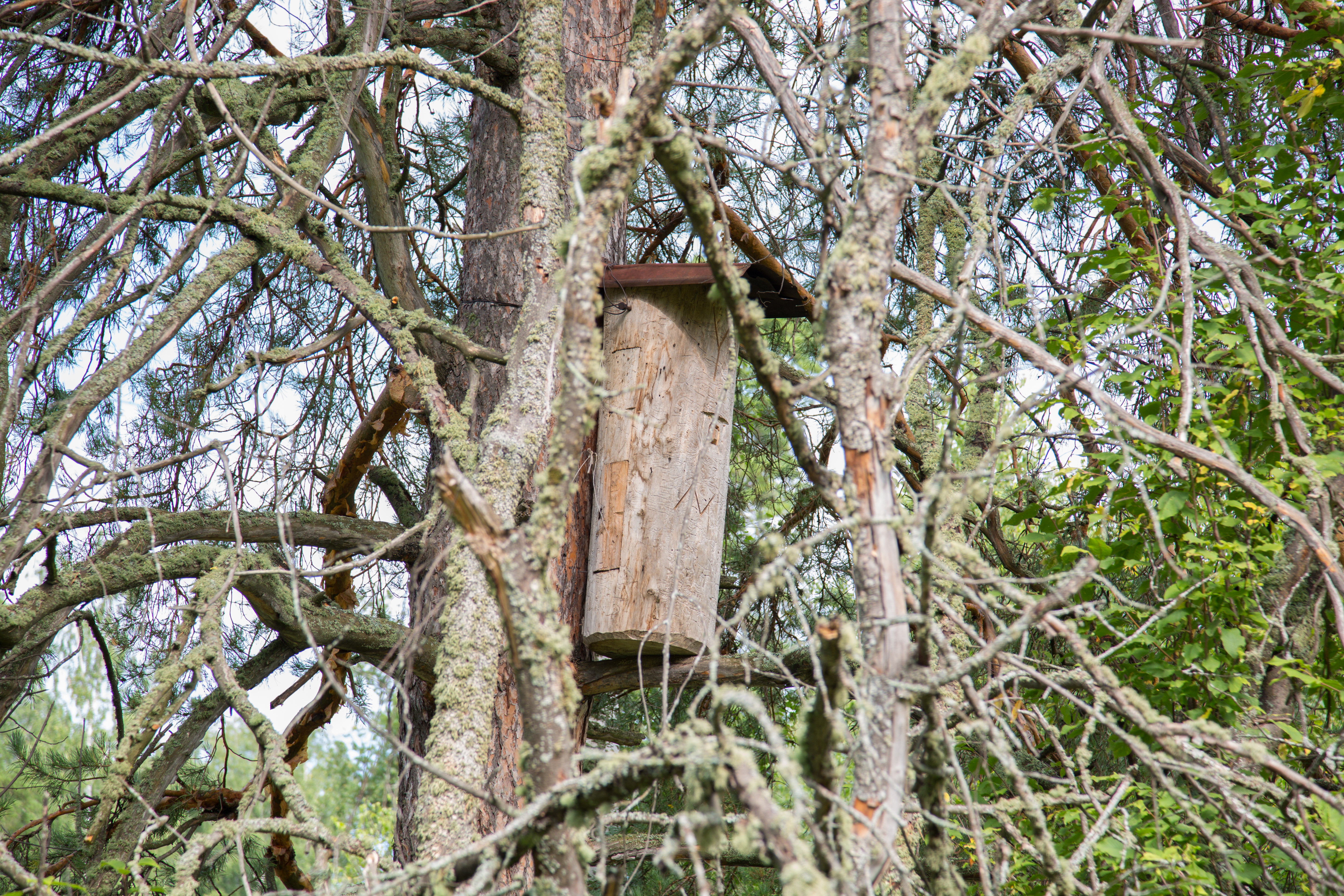
舒利根塔什的养蜂业

保护区主要关注的是保护当地蜜蜂基因纯种，如禁止进口蜜蜂来防止蜜蜂之间的杂交。保护区外饲养的蜜蜂可能有育种的问题或者受到疾病影响，保护区也会對外輸出蜜蜂以维护外部种群。

## 拓展链接
- OpenStreetMap上的舒利根塔什自然保护区 （页面存档备份，存于）
- ProtectedPlanet网站上的舒利根塔什自然保护区地图 （页面存档备份，存于）